# Flora de Antioquia
Flora de Antioquia (abreviado Fl. Antioquia) es un libro con ilustraciones y descripciones botánicas, escrito por el educador, naturalista y escritor colombiano, Joaquín Antonio Uribe (1858-1935), el cual fue ampliado y editado para su publicación por su hijo, el sacerdote y botánico Antonio Lorenzo Uribe Uribe. Se publicó póstumamente en Medellín, en el año 1940, por la Imprenta Departamental. El libro tuvo una reimpresión en 1941, y en 2011 fue reeditado por la Secretaría de Educación departamental como parte de la colección «Bicentenario de Antioquia».